# تجسير (تعليم)
التجسير / عملية التجسير / برنامج التجسير :
هو برنامج لإكمال الدراسة من الدبلوم إلى البكالوريوس في الجامعات الحكومية والأهلية في السعودية والأردن.
ومن أهم شروط عملية التجسير في السعودية هي ان تكون شهادة الدبلوم من كلية أو معهد معترف به وأن يجتاز امتحان الهيئة السعودية للتخصصات الصحية (الامتحان الشامل) للتصنيف المهني لوظيفة مجال تخصصه، وأن يكون تسجيله لدى الهيئة ساري المفعول عند التحاقه ببرنامج التجسير ويجب الحصول على درجة 450 في في امتحان التوفل Toefl.
كما تضمنت الشروط ان لا يقل المعدل العام للطالب في برنامج الشهادة الجامعية المتوسطة أو برنامج الدبلوم عن «جيد» أو ما يعادله، وفي حال الحصول على معدل أقل من جيد، فعليه اجتياز فصل دراسي آخر لإعادة تأهيله.
الهدف من برنامج التجسير هو رفع مستوى المعرفة وإلغاء شهادة الدبلوم.
وبرنامج التجسير حديث جدا في السعودية ومتوقع عدد منتسبيه يصل إلى 100 ألف مجسر لإكمال دراسته للحصول على البكالوريوس.